# Lucien Mallet
Pour les articles homonymes, voir Mallet.
Lucien Charles Marie Mallet, né le 28 juillet 1885 dans le 12e arrondissement de Paris et mort le 24 novembre 1981 à Saint-Germain-en-Laye, est un des premiers radiologues et radiothérapeutes français.

## Biographie
Il collabore, en 1921, avec le docteur Robert Proust, chirurgien à l'hôpital Tenon (Paris), pour le traitement par curiethérapie des maladies cancéreuses.
Il décrit en 1926 une émission, dans l'eau et des substances organiques soumises à un rayonnement gamma, de lumière de faible longueur d'onde. Il montre en 1928 que le spectre ainsi émis est continu. Faute de moyens, il est contraint d'interrompre ses travaux après 1929. Les russes Sergueï Vavilov et Pavel Tcherenkov étudient à leur tour le phénomène quelques années plus tard, et deux physiciens soviétiques, Ilia Frank et Igor Tamm, parviennent à le décrire classiquement et obtiennent en 1958 le Prix Nobel de physique avec Pavel Tcherenkov «pour la découverte de l'interprétation de l'effet Tcherenkov». Les travaux de Lucien Mallet sont alors reconnus par les sociétés savantes en France et par le Comité Nobel. 
Pour lui rendre hommage, le centre de radiothérapie de Laval en Mayenne porte son nom depuis 1995.

## Prix Lucien Mallet
Le Prix Lucien Mallet est créé en 1982 à l'initiative de son épouse. Chaque année, il récompense un radiothérapeute français « dont les travaux et les découvertes auront contribué aux progrès des techniques pour le soulagement ou la guérison des tumeurs malignes». Il est organisé par la Société française de radiothérapie oncologique sous l’égide de la Fondation de France.